# Linguæ Vasconum Primitiæ
Le Linguæ Vasconum Primitiæ de Bernard D'Etchepare est le premier livre imprimé en langue basque de l'histoire, publié à Bordeaux en 1545. Le Linguæ Vasconum Primitiæ est jusqu'à ce jour la première et la seule œuvre littéraire imprimée en basque au XVIe siècle. Il s'agit du seul « livre-témoin » de cette période cruciale pour la langue basque, mais c'est aussi un « livre-orphelin ».
Le propos D'Etchepare était d'adapter à la langue basque ce qui se faisait pour le français, « en présentant pour la première fois une défense et une illustration dans cette langue, démarche qui était très à la mode depuis la fin du siècle précédent dans les langues vernaculaires voisines ».
Le livre comprend de nombreux poèmes religieux et profanes (érotiques) rédigés en basque. Jusqu'alors, le basque était transmis par voie orale, mais ce geste marqua le commencement d'une prise en considération de cette langue.
Parmi ces poèmes se trouve le poème Kontrapas, véritable ode à l'euskara que Xabier Lete mettra en musique dans les années 1960, fut rédigé à l'époque sous une écriture « francisée ».
| Texte original                                                                            | Texte en basque unifié                                                                    | Français |
| ----------------------------------------------------------------------------------------- | ----------------------------------------------------------------------------------------- | --- |
| Heuscara ialgui adi cãpora.                                                               | euskara jalgi hadi kanpora.                                                               | Basque, va dehors. |
| Garacico herria Benedicadadila Heuscarari emandio Beharduyen thornuya.                    | Garaziko herria benedika dadila Euskarari eman dio behar duen tornuia.                    | Que le pays de Cize Soit béni Il a donné à l'euskara Le rang qu'il doit avoir.                                                              |
| Heuscara ialgui adi plaçara.                                                              | euskara jalgi hadi plazara.                                                               | Basque, va à la place. |
| Berce gendec usteçuten Ecin scribaçayteyen Oray dute phorogatu Euganatu cirela.           | Bertze jendek uste zuten ezin skriba zaiteien orain dute frogatu enganatu zirela.         | Les autres peuples croyaient Qu'on ne pouvait pas l'écrire. Maintenant l'expérience leur a prouvé Qu'ils s'étaient trompés.                 |
| Heuscara ialgui adi mundura.                                                              | euskara jalgi hadi mundura.                                                               | Basque, va au monde. |
| Lengoagetan ohi inçan Estimatze gutitan Oray aldiz hic beharduc Ohori orotan.             | Lengoajetan ohi hintzen estimatze gutxitan orain aldiz hik behar duk ohore orotan.        | Parmi les langues, tu étais jadis Tenu en piètre estime. Maintenant, au contraire, tu dois être Honoré partout.                             |
| Heuscara habil mundu gucira.                                                              | euskara habil mundu guztira.                                                              | Basque, va-t'en dans le monde entier. |
| Berceac oroc içan dira Bere goihen gradora Oray hura iganenda Berce ororen gaynera.       | Bertzeak orok izan dira bere goihen gradora orain hura iganen da bertze ororen gainera.   | Toutes les autres sont arrivées À leur apogée. Maintenant, il montera, lui, Au-dessus de toutes les autres.                                 |
| Heuscara                                                                                  | euskara                                                                                   | Basque |
| Bascoac oroc preciatz? Heuscaraez iaquin harr? Oroc iccassiren dute Oray cerden heuscara. | Baskoak orok prezatzen Euskara ez jakin arren orok ikasiren dute orain zer den euskara.   | Les Basques sont appréciés de tout le monde, Bien qu'on ne connaisse pas l'euskara, Tout le monde apprendra Maintenant ce qu'est l'euskara. |
| Heuscara                                                                                  | euskara                                                                                   | Basque |
| Oray dano egon bahiz Imprimitu bagueric Hiengoitic ebiliren Mundu gucietaric.             | Oraindano egon bahaiz inprimatu bagerik hi engoitik ibiliren mundu guztietarik.           | Si tu es resté jusqu'à présent Sans être imprimé, Désormais tu iras Par l'univers.                                                          |
| Heuscara                                                                                  | euskara                                                                                   | Basque |
| Eceyn erelengoageric Ez francesa ez berceric Oray eztaerideyten Heuscararen pareric.      | Ezein ere lengoajerik ez frantzesa ez bertzerik orain ez da erideiten Euskararen parerik. | Maintenant, On ne trouve aucune langue, Ni le français ni d'autres, Égale à l'euskara.                                                      |
| Heuscara ialgui adi dançara.                                                              | euskara jalgi hadi dantzara.                                                              | Basque, va danser. |

## Traduction
Le livre Linguæ Vasconum Primitiæ a déjà été traduit en 1996 en basque  moderne,  espagnol, anglais, français, allemand et italien et sera prochainement disponible en arabe, roumain, chinois, galicien, catalan et kichwa, une langue amérindienne proche du quechua, parlée essentiellement en Équateur.